# 독일 디지털 도서관
독일 디지털 도서관(Deutsche Digitale Bibliothek, DDB)은 30,000개의 문화 및 연구 기관을 연결하고 공통 플랫폼을 사용하여 대중에게 자유롭게 접근할 수 있도록 하는 것을 목표로 하는 독일어 가상 도서관이다. 자체 정보에 따르면 약 560만 개의 개체를 포함하는 포털의 베타 버전은 2012년 11월 28일에 온라인에 공개되었다. 첫 번째 정식 버전은 2014년 3월 31일에 출시되었다. DDB를 유럽 수준에서 유로피아나에 통합하는 것을 목표로 한다.

## 문헌
- Manfred Dworschak (2010년 2월 8일). “Babylonischer Bau.” (PDF). 《Der Spiegel》 (독일어). 142–144쪽. 2014년 8월 20일에 원본 문서 (PDF)에서 보존된 문서. 2010년 10월 5일에 확인함. Die Deutsche Digitale Bibliothek will Millionen Bücher, Filme, Bilder und Tonaufnahmen im Internet zugänglich machen. Über 30.000 Bibliotheken, Museen und Archive sollen ihr digitalisiertes Kulturgut beisteuern. Kann ein derart ehrgeiziger Plan überhaupt gelingen?